# Paul Graham (programmerare)

Paul Grahams "Hierarchy of Disagreement" som rangordnar olika typer av argument, en modell som han framförde i sin essä "How to Disagree" (2008).

Paul Graham, född 13 november 1964 i Weymouth, England, är en brittiskfödd amerikansk programmerare, skribent, entreprenör och riskkapitalist och konstnär. Han är mest känd för att ha grundat Y Combinator som är den mest lyckade startup-inkubatorn i världen, samt sitt arbete med programspråket Lisp. Y Combinator har kallats "Harvard for Startup" och ligger bakom en stor mängd lyckade bolag så som Airbnb, Stripe, Dropbox etc.
Graham har bland annat studerat datavetenskap vid Harvard University. 2002 publicerade han en artikel med titeln "A Plan for Spam" i vilken han förespråkar användandet av Naive Bayes classifier för att identifiera spam. Han har däremot inte uppfunnit bayesiska skräppostfilter.